# هاي ريز ستوديوز
هاي ريز ستوديوز (بالإنجليزية: Hi-Rez Studios)‏ هي شركة أمريكية متخصصة في ألعاب الفيديو، تأسست عام 2005 ويقع مقرها في ألفاريتا. أسسها كل من إيريز غورين وتود هاريس. تقوم الشركة بـ تطوير ألعاب الفيديو.

## الألعاب
- غلوبال أجندا
- ترايبز
- سمايت
- بالادينز

## وصلات خارجية
- الموقع الرسمي